# Khu vực biên giới cấm ở Hồng Kông

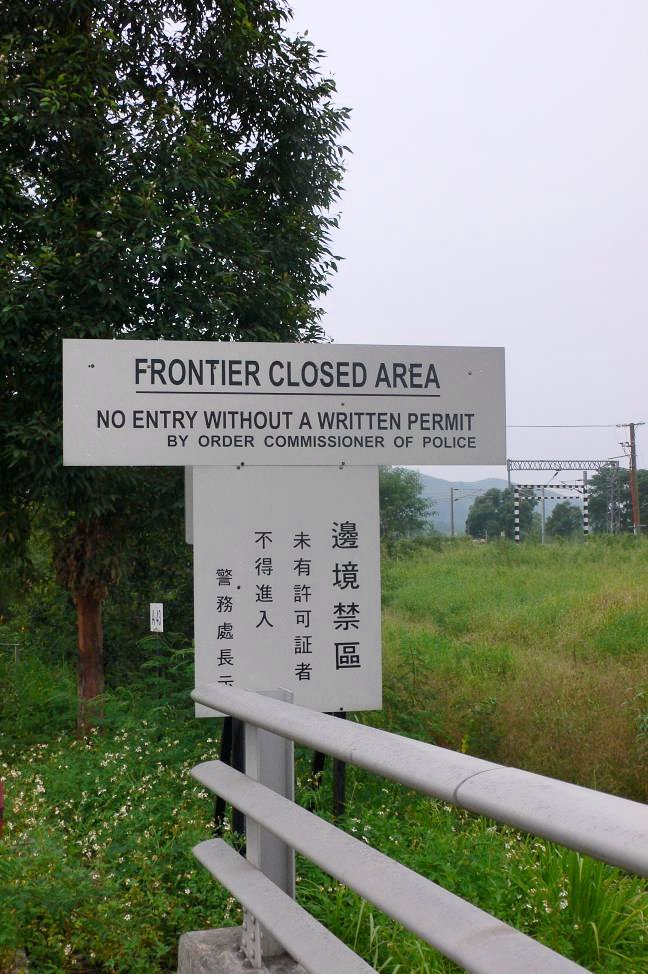
Bản cấm ở Lo Wu

Khu vực biên giới cấm ở Hồng Kông (tiếng Anh: Frontier Closed Area (FCA), tiếng Trung: 邊境禁區; Yale Quảng Đông: bīngíng gamkēui), được thành lập theo sắc lệnh Khu vực biên giới cấm 1951 là một khu vực biên giới ở Hồng Kông mở rộng về phía trong từ biên giới với Trung Quốc. Đối với bất kỳ ai muốn vào khu vực, cần phải có Giấy phép khu vực.
Được thành lập để ngăn chặn những người nhập cư từ Trung Quốc và các hoạt động bất hợp pháp khác, khu vực cấm được rào chắn theo chu vi của nó để phục vụ như một vùng đệm giữa biên giới khép kín và phần còn lại của lãnh thổ. Các phát triển được kiểm soát chặt chẽ trong khu vực, nơi đã trở thành môi trường sống tự nhiên cho động vật và thực vật.

## Lịch sử
Khu vực được thành lập theo sắc lệnh Khu vực biên giới cấm 1951.
Để đấu tranh chống buôn lậu súng trong chiến tranh Triều Tiên, một lệnh giới nghiêm đã được ban ra trong khu vực cấm vào năm 1952. Người dân phải ở bên trong từ nửa đêm đến 4 giờ sáng trừ khi họ có được giấy phép đặc biệt của cảnh sát . Sau chiến tranh, lệnh giới nghiêm vẫn được giữ để giúp kiểm soát nạn nhập cư bất hợp pháp .
Một hàng rào liên kết dây xích đơn giản được xây dựng ở ranh giới giữa năm 1950 và năm 1953. Sau đó nó được miêu tả là "mỏng manh" trong một bài báo của tờ South China Morning Post, theo đó những nhóm người tị nạn có thể nhấn dẹp nó bằng cách dựa lên nó.
Các ranh giới của Khu vực biên giới cấm đã được điều chỉnh theo sắc lệnh Khu vực biên giới cấm 1959, công bố vào ngày 20 tháng 2 năm 1959.
Đến năm 1962, hàng ngàn người tị nạn bất hợp pháp đang cố gắng vào Hồng Kông mỗi ngày. Đáp lại, một hàng rào thứ hai cứng chắc hơn, được làm bằng dây kẽm gai, được xây dựng ở phía nam của hàng rào ban đầu vào tháng 5 năm 1962.
Theo lệnh sắc lệnh Khu vực biên giới cấm 1982, được công bố vào ngày 24 tháng 6 năm 1982, khu vực này đã được mở rộng thêm 4 km vuông ở phía tây Mai Po, gần Pak Hok Châu.
Khu vực biên giới được điều chỉnh tiếp theo với sắc lệnh Khu vực biên giới cấm 1984, công bố vào ngày 7 tháng 9 năm 1984. Các sửa đổi phản ánh việc tái định vị Điểm kiểm soát Man Kam Toe và cũng hoàn toàn loại trừ Làng Lei Uk khỏi khu vực cấm.
Các nhiệm vụ tuần tra biên giới được chuyển từ Quân đội Anh sang Đội tuần tra Khu vực vào tháng 10 năm 1992.
Giới nghiêm ban đêm trong Khu vực biên giới cấm đã được ngưng vào ngày 1 tháng 8 năm 1994. Trưởng văn phòng An ninh Alistair Asprey tuyên bố rằng "để cân bằng các quyền cá nhân và sự cần thiết phải chống lại nhập cư bất hợp pháp".

## Giấy phép Khu vực cấm
Giấy phép Khu vực cấm là giấy chứng nhận do Lực lượng Cảnh sát Hồng Kông cấp cho phép cho những người có quan hệ hoặc cư dân trong khu vực để đi vào trong và đi ra ngoài Khu vực biên giới cấm. Khách thăm Mai Po Marshes cũng phải xin Giấy phép vào Mai Po Marshes từ Cơ quan Nông nghiệp, Thủy sản và Bảo tồn.

## Đề xuất thu hẹp khu vực 2006
Tháng 9 năm 2006 Chính phủ đề xuất thu hẹp FCA từ 28 kilômét vuông (cỡ 11,2 sqmi) xuống còn 8 kilômét vuông (3,1 sqmi). Theo đề xuất được thông qua, hầu hết FCA sẽ bị hủy bỏ và FCA chỉ duy trì khoảng đường biên giới.
Điều này sẽ được thực hiện bằng việc xây dựng hàng rào bổ sung dọc theo các đường biên giới, như vậy hầu hết các thôn trong FCA sẽ rơi ra bên ngoài mà không cần phải thỏa hiệp với sự toàn vẹn của biên giới. Một nghiên cứu quy hoạch đã được cơ quan Kế hoạch tiến hành.
Tùy theo tiến độ của hàng rào mới, việc thu hẹp sẽ được thực hiện theo bốn giai đoạn và được hoàn thành vào đầu năm 2015. Các thành viên của công chúng sẽ không còn cần phải có giấy phép để vào khu vực cấm.

### Giai đoạn thực hiện đầu tiên
Ngày 15 tháng 2 năm 2012, các khu vực xung quanh Sha Tau Kok (nhưng không phải là chính thị trấn đó), cũng như Mai Po, đã được đưa ra khỏi Khu vực biên giới cấm, mở ra 740 hécta (1.800 mẫu Anh) để cho công chúng đi vào tự do. Một trạm kiểm soát trong chu vi khu vực ban đầu, tại Shek Chung Au, đã ngừng hoạt động và các chức năng của nó được tiếp nhận bởi một trạm kiểm soát mới bên ngoài Sha Tau Kok.

### Vấn đề môi trường
Các nhà môi trường và WWF  chỉ ra rằng đề xuất này sẽ có những tác động tiêu cực đến sinh thái học của các khu vực không được đi lại tự do.